# Пајербах
Пајербах јесте општина у округу Нојенкихен у Аустрији, држава Доња Аустрија. Према попису становништва из 2011. град је имао 2.130 становника.

## Географски положај
Пајербах се налази у индустријском округу у Доњој Аустрији. Територија општине покрива површину од 17,6 km² од чега је 55,4% површине шумовито. Пајербах се налази на истоку Аустрије, југозападно од главног града Аустрије Беча.

## Религија
Према подацима пописа из 2001. године 75,7% становништва су били римокатолици, 6,8% евангелисти и 0,7% муслимани. 11,2% становништва се изјаснило да нема никакву верску припадност.

## Историја
У далекој прошлости ова област је била део покрајине Норик.
У општини Пајербах постоје остаци неколико малих рудника у којима се производила гвоздена руда, бакар и друге руде и угаљ и барит од 16. до 19. века. У марту 1848. године у великој заједници Рејхенау је донет устав и тиме су спојене заједнице Пајербах и Рејхенау. Великом заједницом управљала су два градоначелника, један из Пајербаха и један из Рејхенау-а.
Неколико деценија касније племићи су све више насељивали овај регион, што је довело до туристичког развоја. Изграђене су бројне виле, а отворено је и летовалиште у овом региону.
Дана 25. јуна 1908. године велика заједница је поново раздвојена законом. Пајербах је поново постао независна општина. 1. јануара 1909. године, коначно, нова администрација је ступила на снагу, јер је именован први градоначелник проф. Антон Вејсер.

## Политичка ситуација
Градоначелник општине је Едуард Ретенбахер (Про-Пајербах) (АНП) који је победио на изборима 2010. године.
Веће председника општине се састоји (њем. Gemeinderat) од 21 места:
- Про-Пајербах заузима 15 места
- Наш Пајербах заузима 4 места
- Зелени заузима 2 места.

## Познати рођени у Пајербаху
- Арнолд Шенберг